# レイン・ギャリソン
レイン・ギャリソン(Lane Garrison, 本名：Lane Edward Garrison, 1980年5月23日 - )は、アメリカの俳優。テキサス州ダラス生まれ。

## 人物
2005年からは人気ドラマシリーズ『プリズン・ブレイク』のトゥイーナー役で知られるようになった。
2006年12月2日、午後11時50分頃、ビバリーヒルズで同乗していたティーンエイジャー1人を死亡させる自動車事故を起こし、自身も軽傷を負う。血液検査の結果、法定制限の2倍のアルコールと、コカインが検出された。
2007年3月8日に自動車運転業務上過失致死傷罪という重罪で起訴された。
2007年10月31日に3年4カ月の禁固刑を言い渡された。
2009年4月29日にカリフォルニア州の刑務所を出所。
レインは10代のころ地元で悪さを繰り返していたため、地元の牧師の家に数ヶ月下宿生活をしていた。その牧師というのがジェシカ・シンプソンの父で、彼の手引きで俳優業を紹介されショービジネスの世界で活躍するようになったという。下宿時代はジェシカ・シンプソンとも同居していた。

## 主な出演作品
- Quality of Life (2004)
- プリズン・ブレイク Prison Break (2005)
- Crazy (2006)
- ザ・シューター/極大射程 (2007)
- イエローストーン (2019)
- メイヤー・オブ・キングスタウン (2023)